# Горне Отроковце
Горне Отроковце (словац. Horné Otrokovce) — село в окрузі  Глоговец Трнавського краю Словаччини. Площа села 9,06 км². Станом на 31 грудня 2015 року в селі проживало 870 жителів.

## Історія
Перші згадки про село датуються 1113 роком.

## Населення
| Рік:            | 1994. | 2004.   | 2014.   | 2024.   |
| --------------- | ----- | ------- | ------- | ------- |
| Кількість осіб: | 904   | 897     | 865     | 893     |
| Різниця:        |       | -0,77 % | -3,56 % | +3,23 % |

| Рік:            | 2023. | 2024.   |
| --------------- | ----- | ------- |
| Кількість осіб: | 901   | 893     |
| Різниця:        |       | -0,88 % |